# Chegutu (Simbabwe)
Chegutu, auch Cheguto, früher Hartley, New Hartley, ist eine Stadt in der Provinz Mashonaland West in Simbabwe. Zusammen mit ihrem Umland stellt sie einen der Urbanen Distrikte Simbabwes mit 66.260 Einwohnern (2022) und einer Fläche von gut 41 km².

## Geografie
Chegutu befindet sich etwa 100 km westlich von Harare im Distrikt Chegutu Rural auf einer Höhe von etwa 1190 Meter über dem Meeresspiegel, etwa 30 km westlich des Great Dyke. Die Stadt liegt am Fluss Umfuli. Der Urbane Distrikt ist in 12 Wards aufgeteilt.

## Geschichte
Chegutu, ursprünglich Hartley, war benannt nach Henry Hartley, der hier die Hartley Mine gründete, nachdem er Gold am Umfuli gefunden hatte. 1898 gab es in Chegutu viel Bergbau. Es wurde notwendig, dass hier ein Polizeilager errichtet wurde, das bis heute erhalten blieb. Kurz nach der Errichtung des Polizeilagers wurde mit der Eröffnung des Büros des Bezirkskommissars eine Zivilverwaltung eingerichtet. Die erste Zivilbehörde war ein Village Management Board, das 1914 eingesetzt wurde, um die grundlegenden lokalen Bedürfnisse, darunter die Wasserversorgung, zu decken. Aufgrund des Wachstums der Stadt bestand das Village Board bis 1949 und wurde dann zu einem Town Management Board erhoben. Das Town Board bestand bis 1978, als der Stadt der Status einer Gemeinde verliehen wurde.

## Wirtschaft
Die Stadt lebt vor allem vom Bergbau und der Landwirtschaft.
Es gibt viel Subsistenzwirtschaft.
Seit den 2000er Jahren wird in Chegutu Kalk abgebaut und zu ungelöschtem Kalk zur Zementherstellung, aber auch als Dünger verarbeitet. Des Weiteren gibt es etwas Textilgewerbe.

## Infrastruktur
Die Stadt liegt an der Fernstraße und Eisenbahnstrecke von Harare nach Bulawayo. Sie verfügt über 33 km Straße, wovon 13 asphaltiert sind. In Chegutu gibt es 9 Grund- und 8 weiterführende Schulen sowie eine Universität. Die medizinische Versorgung geschieht über ein Krankenhaus, 6 Ambulanzen und 6 weitere private Einrichtungen.

## Bevölkerungsentwicklung
Bevölkerungsentwicklung
| Jahr          | Einwohner |
| ------------- | --------- |
| 1982 (Zensus) | 19.606    |
| 1992 (Zensus) | 30.191    |
| 2002 (Zensus) | 43.424    |
| 2012 (Zensus) | 50.255    |
| 2022 (Zensus) | 66.260    |